# Macrocyclops monticola
Macrocyclops monticola is een eenoogkreeftjessoort uit de familie van de Cyclopidae. De wetenschappelijke naam van de soort is voor het eerst geldig gepubliceerd in 1994 door Ishida.